# Archidiecezja zagrzebska
Archidiecezja zagrzebska (łac. Archidioecesis Zagrebiensis, chorw. Zagrebačka nadbiskupija) – rzymskokatolicka archidiecezja ze stolicą w Zagrzebiu, w Chorwacji.
Arcybiskup Zagrzebia jest również metropolitą. Sufraganami metropolii są diecezje: Varaždin, Križevci (diecezja greckokatolicka), Sisak i Bjelovar-Križevci.
Archidiecezja zagrzebska jest największą jednostką administracyjną Kościoła katolickiego w Chorwacji pod względem powierzchni i liczby wiernych.

## Historia
Diecezja w Zagrzebiu została erygowana w 1093 na terenach należących wcześniej do diecezji Sisak. Nowa diecezja została podporządkowana węgierskiej archidiecezji Ostrzyhom, a od 1180 archidiecezji Kalocsa. W metropolii Kalocsa diecezja zagrzebska pozostała do 1852.
Na skutek zabiegów biskupów i polityków chorwackich 12 sierpnia 1850 Franciszek Józef I wyraził zgodę na podniesienie rangi biskupstwa do archidiecezji. Spotkało się to z protestami arcybiskupów węgierskich. Stolica Apostolska bullą Piusa IX Ubi primum placuit z 11 grudnia 1852 ostatecznie podniosła godność do arcybiskupstwa. Arcybiskup Zagrzebia stał się również metropolitą prowincji chorwacko-słoweńskiej. Tym samym chorwacki Kościół uniezależnił się od wpływów węgierskich. Wydarzenie to miało również znaczenie polityczne, bowiem był to krok w stronę niezależności Chorwacji.
W XX wieku pojawiły się głosy o podziale archidiecezji i utworzeniu nowych diecezji. Arcybiskupstwo miało zbyt dużą powierzchnię i liczbę wiernych, przez co było trudne do zarządzania. Nowe diecezje – Varaždin i Požega, utworzono dopiero w niepodległej Chorwacji 5 lipca 1997. Do tej pory archidiecezja zagrzebska była jedną z największych jednostek administracyjnych Kościoła katolickiego w Europie z ponad 2 milionami wiernych.
5 grudnia 2009 Benedykt XVI dokonał dalszego podziału archidiecezji. Erygowane w tym dniu diecezje: Sisak oraz Bjelovar-Križevci zostały włączone w skład metropolii zagrzebskiej.

## Arcybiskupi i biskupi zagrzebscy
Obecni biskupi archidiecezji zagrzebskiej:
- Arcybiskup zagrzebski
  - Dražen Kutleša (od 15 kwietnia 2023)
- Biskupi pomocniczy
  - Mijo Gorski (od 29 grudnia 1998)
  - Ivan Šaško (od 11 lutego 2008)
- Biskup senior
  - Josip Kardynał Bozanić